# 張徳勝

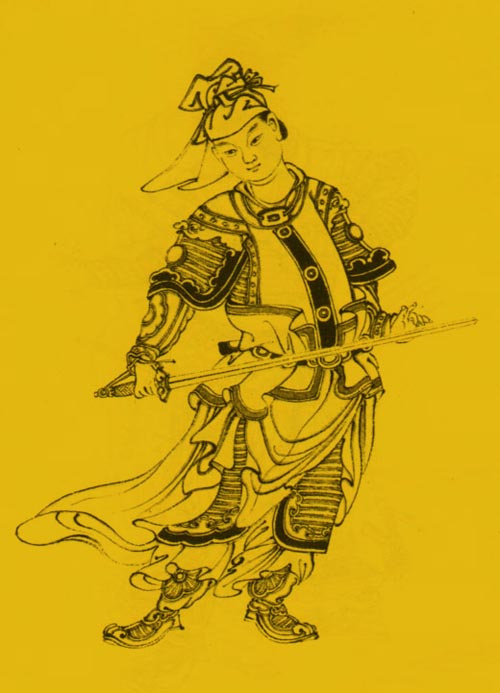
張徳勝

張 徳勝（ちょう とくしょう、1328年 - 1360年）は、元末の軍人。字は仁輔。廬州合肥県の人。朱元璋に仕えて、彼の勢力拡大に貢献した。

## 生涯
| 姓名         | 張徳勝                                                          |
| 時代         | 元代                                                            |
| 生没年       | 1328年（泰定5年） - 1360年（至正20年）                          |
| 字・別名     | 仁輔（字）                                                      |
| 本貫・出身地 | 廬州合肥県                                                      |
| 職官         | 太平興国翼総管→秦淮翼元帥→枢密院判 →僉枢密院事→僉江南行枢密院事 |
| 爵位         | 蔡国公（明）                                                    |
| 諡号         | 忠毅（明）                                                      |
| 陣営・所属   | 兪廷玉→朱元璋                                                   |
| 家族・一族   | 子 : 張宣、汪興祖（養子）、袁義（族弟）                         |

才略豊かで、気性は雄々しく優れていた。
1355年5月、兪通海らと共に朱元璋に臣従する。6月、渡江し、采石・太平を攻略した。陳埜先が攻めてきたが、湯和らと共に破り、陳埜先を捕らえた。
1356年3月、集慶・鎮江を攻略し、秦淮翼元帥を授かった。
1357年3月、常州を攻略し、枢密院判に抜擢された。4月、寧国を攻略し、長槍兵を収めた。5月、太湖・馬跡山を攻略する。6月、宜興を攻略し、馬馱沙・石牌寨を攻略した。僉枢密院事に進んだ。
1358年4月、趙普勝が池州を攻略した。張徳勝は援護に向かったが、果せずに帰還した。10月、徐達に従って、宜興を攻略する。
1359年3月、趙普勝が青陽・石埭を攻めた。4月、張徳勝は柵江口で戦い、敵軍を敗走させた。同じく兪通海も敵軍を破り、池州を回復した。9月、徐達と共に、浮山から退却する趙普勝の将の胡総管を追撃し、青山で戦った。北へ逃れる敵軍を追い、潜山へ至った。陳友諒の将の郭泰が沙河で張徳勝を攻めたが、これを斬って勝利する。そして、潜山を攻略した。
1360年5月、陳友諒が龍江へ侵攻した。張徳勝は水軍を率いて龍江関から出撃し、敵兵を多く討ち取った。張徳勝は大きく叫び、士気を鼓舞したため、諸将は奮起して戦った。陳友諒軍は大敗し、朱元璋の命により、張徳勝は諸将と共に追撃し、慈湖で敵船を焼き払った。采石に至り、戦没した。享年は33。
蔡国公を贈られ、忠毅と諡された。肖像を功臣廟に奉られ、太祖廟に祀られた。